# Metamorfoses (Apuleio)
Metamorfoses (do latim Metamorphoseon libri XI, provavelmente  a denominação original) ou O asno de ouro (Asinus aureus, título  dado por  Santo Agostinho, em De civitate Dei, XVIII, 18 ) é um romance de Lúcio Apuleio (século II d.C.). É o único romance da  literatura latina integralmente preservado e, juntamente com o Satyricon, de Petrônio (parcialmente preservado), constitui o único testemunho do romance antigo em latim. Embora o tema da magia seja central em Metamorfoses, a obra não é citada na Apologia sive pro se de magia, o discurso de defesa do autor, quando processado sob a acusação de prática de magia, em 158. Por isso presume-se que a elaboração do romance seja posterior a essa data.
Metamorfoses compõe-se de narrativas das aventuras burlescas e fantásticas de um homem que se vê transformado em asno. Um dos episódios mais conhecidos é o de Amor e Psiquê.
Posteriormente, autores como Boccaccio, Cervantes e Fielding fizeram adaptações livres dessa obra. A edição princeps foi feita em Roma, no ano de 1469.